# Kangas-Petäinen (sjö i Kuopio, Norra Savolax)
Kangas-Petäinen är en sjö i kommunen Kuopio i landskapet Norra Savolax i Finland. Sjön ligger 111,7 meter över havet. Den är 8,1 meter djup. Arean är 92 hektar och strandlinjen är 5,44 kilometer lång. Sjön  ingår i Kymmene älvs huvudavrinningsområde.   Den ligger omkring 29 kilometer väster om Kuopio och omkring 310 kilometer norr om Helsingfors. 